# Горана (Бар)
Горана је село у општини Бар у Црној Гори. Налази се јужно од града Бара у регији Мркојевићи. Састоји се од Мале Горане и Веље Горане.

## Демографија
Према попису становништва из 2003. године село има 523 становника.

### Етничка структура
- Црногорци - 239
- Бошњаци - 1
- Муслимани - 238
- Албанци - 13
- неизјашњени - 14
- остали - 18

|             | Црногорци | Бошњаци | Муслимани | Албанци | Неизјашњени | Остали | Укупно |
| ----------- | --------- | ------- | --------- | ------- | ----------- | ------ | ------ |
| Мала Горана | 113       | 0       | 12        | 2       | 0           | 10     | 137    |
| Веља Горана | 126       | 1       | 226       | 11      | 14          | 8      | 386    |
| Укупно      | 239       | 1       | 238       | 13      | 14          | 18     | 523    |

### Презимена
Доминантна презимена су у Малој Горани Шабовић и Сулејмановић, а у Вељој Горани Никезић, Метановић и Ковачевић.